# Copa Davis Juvenil

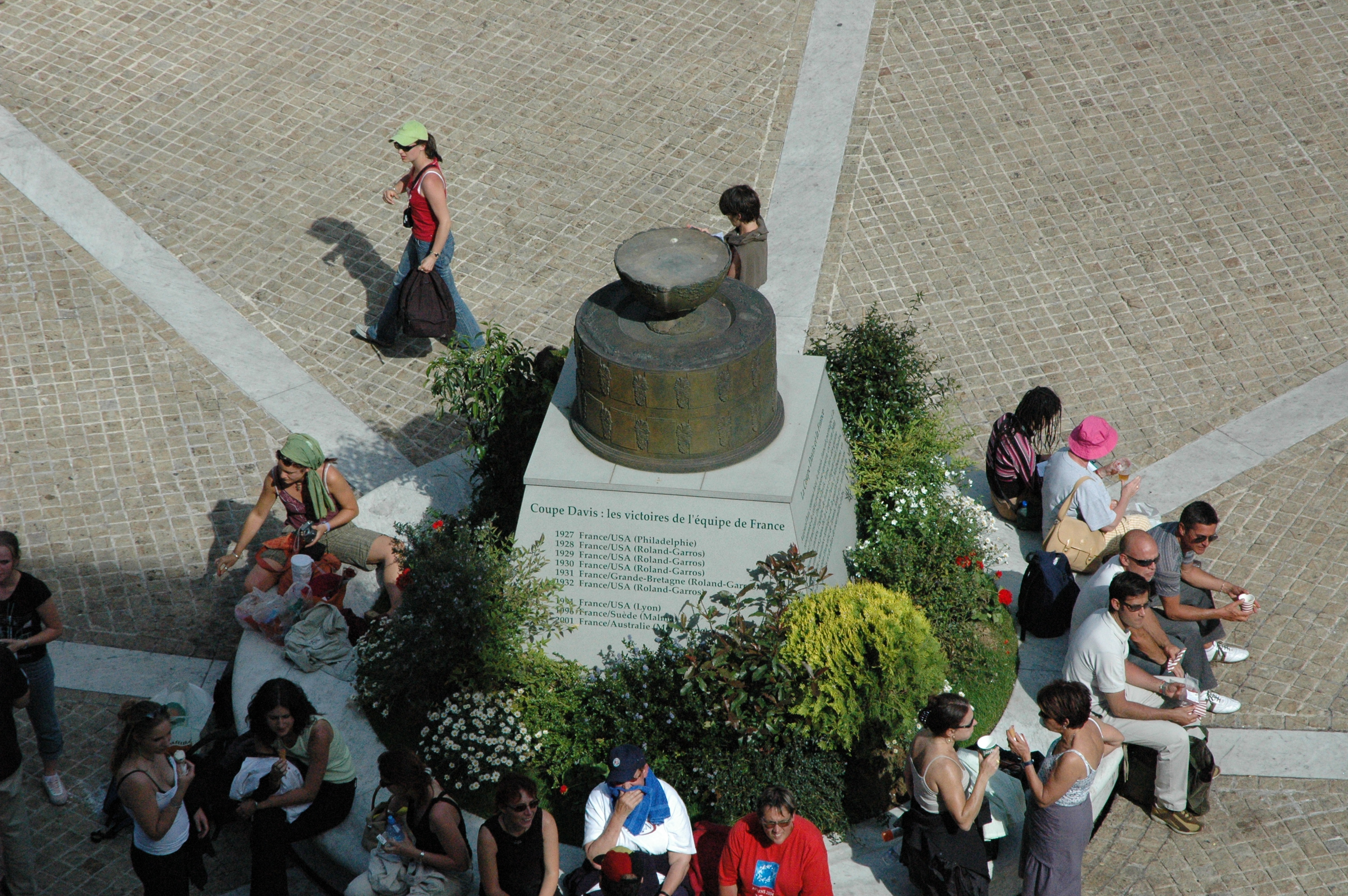
Monumento a la Copa Davis, en el Stade Roland Garros de París, Francia.

La Copa Davis Juvenil (Junior Davis Cup en inglés), también conocida como Copa Mundial de Tenis Sub-16, es una competición internacional de tenis, organizada por la Federación Internacional de Tenis (ITF), equivalente a la Copa Davis, pero para menores de 16 años. A diferencia de la mayoría de los eventos de tenis a nivel mundial, en la Copa Davis no participan jugadores a título individual, sino equipos nacionales compuestos por diversos jugadores designados por su federación nacional deportiva. El torneo es realizado desde 1985.
El país con más títulos es Australia con seis, empatado con España. El campeón en ejercicio es Estados Unidos, tras ganar la Copa Davis Juvenil 2024 por 2-0 ante Rumanía, en Antalya, Turquía en 2024.

## Resultados

### Ganadores
| Año  |                                                | Campeón                                        |                                                |                                                | Subcampeón                                     |                                                | Fecha                                          | Lugar                                          |
| ---- | ---------------------------------------------- | ---------------------------------------------- | ---------------------------------------------- | ---------------------------------------------- | ---------------------------------------------- | ---------------------------------------------- | ---------------------------------------------- | ---------------------------------------------- |
| 1985 | Bandera de Australia                           | Australia                                      | 2                                              | 1                                              | Estados Unidos                                 | Bandera de Estados Unidos                      | 1985                                           | Kobe, Japón                                    |
| 1986 | Bandera de Australia                           | Australia                                      | 2                                              | 1                                              | Estados Unidos                                 | Bandera de Estados Unidos                      | 1986                                           | Tokio, Japón                                   |
| 1987 | Bandera de Australia                           | Australia                                      | 3                                              | 0                                              | Países Bajos                                   | Bandera de los Países Bajos                    | 1987                                           | Friburgo de Brisgovia, Alemania                |
| 1988 | Bandera de Checoslovaquia                      | Checoslovaquia                                 | 2                                              | 1                                              | Estados Unidos                                 | Bandera de Estados Unidos                      | 1988                                           | Perth, Australia                               |
| 1989 | Bandera de Alemania Occidental                 | Alemania                                       | 2                                              | 1                                              | Checoslovaquia                                 | Bandera de Checoslovaquia                      | 1989                                           | Asunción, Paraguay                             |
| 1990 | Bandera de la Unión Soviética                  | URSS                                           | 2                                              | 1                                              | Australia                                      | Bandera de Australia                           | 1990                                           | Róterdam, Países Bajos                         |
| 1991 | Bandera de España                              | España                                         | 2                                              | 1                                              | Checoslovaquia                                 | Bandera de Checoslovaquia                      | 1991                                           | Barcelona, España                              |
| 1992 | Bandera de Francia                             | Francia                                        | 2                                              | 1                                              | Alemania                                       | Bandera de Alemania                            | 1992                                           | Castelldefels, España                          |
| 1993 | Bandera de Francia                             | Francia                                        | 2                                              | 1                                              | Nueva Zelanda                                  | Bandera de Nueva Zelanda                       | 1993                                           | Wellington, Nueva Zelandia                     |
| 1994 | Bandera de los Países Bajos                    | Países Bajos                                   | 2                                              | 1                                              | Austria                                        | Bandera de Austria                             | 1994                                           | Tucson, Estados Unidos                         |
| 1995 | Bandera de Alemania                            | Alemania                                       | 2                                              | 1                                              | República Checa                                | Bandera de República Checa                     | 1995                                           | Essen, Alemania                                |
| 1996 | Bandera de Francia                             | Francia                                        | 2                                              | 1                                              | Australia                                      | Bandera de Australia                           | 1996                                           | Zúrich, Suiza                                  |
| 1997 | Bandera de República Checa                     | República Checa                                | 2                                              | 0                                              | Venezuela                                      | Bandera de Venezuela                           | 1997                                           | Vancouver, Canadá                              |
| 1998 | Bandera de España                              | España                                         | 2                                              | 1                                              | Croacia                                        | Bandera de Croacia                             | 1998                                           | Cuneo, Italia                                  |
| 1999 | Bandera de Estados Unidos                      | Estados Unidos                                 | 2                                              | 0                                              | Croacia                                        | Bandera de Croacia                             | 1999                                           | Perth, Australia                               |
| 2000 | Bandera de Australia                           | Australia                                      | 2                                              | 0                                              | Austria                                        | Bandera de Austria                             | 2000                                           | Hiroshima, Japón                               |
| 2001 | Bandera de Chile                               | Chile                                          | 3                                              | 0                                              | Alemania                                       | Bandera de Alemania                            | 2001                                           | Santiago, Chile                                |
| 2002 | Bandera de España                              | España                                         | 3                                              | 0                                              | Estados Unidos                                 | Bandera de Estados Unidos                      | 2002                                           | La Baule, Francia                              |
| 2003 | Bandera de Alemania                            | Alemania                                       | 2                                              | 1                                              | Francia                                        | Bandera de Francia                             | 2003                                           | Essen, Alemania                                |
| 2004 | Bandera de España                              | España                                         | 2                                              | 1                                              | República Checa                                | Bandera de República Checa                     | 2004                                           | Barcelona, España                              |
| 2005 | Bandera de Francia                             | Francia                                        | 2                                              | 1                                              | República Checa                                | Bandera de República Checa                     | 2005                                           | Barcelona, España                              |
| 2006 | Bandera de los Países Bajos                    | Países Bajos                                   | 2                                              | 1                                              | Rusia                                          | Bandera de Rusia                               | 2006                                           | Barcelona, España                              |
| 2007 | Bandera de Australia                           | Australia                                      | 2                                              | 0                                              | Argentina                                      | Bandera de Argentina                           | 2007                                           | Reggio Emilia, Italia                          |
| 2008 | Bandera de Estados Unidos                      | Estados Unidos                                 | 2                                              | 0                                              | Argentina                                      | Bandera de Argentina                           | 2008                                           | San Luis Potosí, México                        |
| 2009 | Bandera de Australia                           | Australia                                      | 2                                              | 1                                              | Reino Unido                                    | Bandera del Reino Unido                        | 2009                                           | San Luis Potosí, México                        |
| 2010 | Bandera de Japón                               | Japón                                          | 2                                              | 0                                              | Canadá                                         | Bandera de Canadá                              | 2010                                           | San Luis Potosí, México                        |
| 2011 | Bandera del Reino Unido                        | Reino Unido                                    | 2                                              | 0                                              | Italia                                         | Bandera de Italia                              | 2011                                           | San Luis Potosí, México                        |
| 2012 | Bandera de Italia                              | Italia                                         | 2                                              | 1                                              | Australia                                      | Bandera de Australia                           | 2012                                           | Barcelona, España                              |
| 2013 | Bandera de España                              | España                                         | 2                                              | 1                                              | Corea del Sur                                  | Bandera de Corea del Sur                       | 2013                                           | San Luis Potosí México                         |
| 2014 | Bandera de Estados Unidos                      | Estados Unidos                                 | 3                                              | 0                                              | Corea del Sur                                  | Bandera de Corea del Sur                       | 2014                                           | San Luis Potosí México                         |
| 2015 | Bandera de Canadá                              | Canadá                                         | 2                                              | 1                                              | Alemania                                       | Bandera de Alemania                            | 2015                                           | Madrid, España                                 |
| 2016 | Bandera de Rusia                               | Rusia                                          | 2                                              | 1                                              | Canadá                                         | Bandera de Canadá                              | 2016                                           | Budapest, Hungría                              |
| 2017 | Bandera de República Checa                     | República Checa                                | 2                                              | 0                                              | Estados Unidos                                 | Bandera de Estados Unidos                      | 2017                                           | Budapest, Hungría                              |
| 2018 | Bandera de España                              | España                                         | 2                                              | 1                                              | Francia                                        | Bandera de Francia                             | 2018                                           | Budapest, Hungría                              |
| 2019 | Bandera de Japón                               | Japón                                          | 2                                              | 1                                              | Estados Unidos                                 | Bandera de Estados Unidos                      | 2019                                           | Orlando, Estados Unidos                        |
| 2020 | Torneo cancelado debido a la pandemia COVID-19 | Torneo cancelado debido a la pandemia COVID-19 | Torneo cancelado debido a la pandemia COVID-19 | Torneo cancelado debido a la pandemia COVID-19 | Torneo cancelado debido a la pandemia COVID-19 | Torneo cancelado debido a la pandemia COVID-19 | Torneo cancelado debido a la pandemia COVID-19 | Torneo cancelado debido a la pandemia COVID-19 |
| 2021 | Bandera de Rusia                               | Rusia                                          | 2                                              | 0                                              | Francia                                        | Bandera de Francia                             | 2021                                           | Antalya, Turquía                               |
| 2022 | Bandera de Brasil                              | Brasil                                         | 2                                              | 0                                              | Estados Unidos                                 | Bandera de Estados Unidos                      | 2022                                           | Antalya, Turquía                               |
| 2023 | Bandera de República Checa                     | República Checa                                | 2                                              | 1                                              | Italia                                         | Bandera de Italia                              | 2023                                           | Córdoba, España                                |
| 2024 | Bandera de Estados Unidos                      | Estados Unidos                                 | 2                                              | 0                                              | Rumanía                                        | Bandera de Rumania                             | 2024                                           | Antalya, Turquía                               |

### Títulos por país
| País             | Campeón | Subcampeón | Primera | Última |
| Australia        | 6       | 3          | 1985    | 2009   |
| España           | 6       | 0          | 1991    | 2018   |
| Estados Unidos   | 4       | 7          | 1999    | 2024   |
| República Checaa | 4       | 5          | 1988    | 2023   |
| Francia          | 4       | 3          | 1992    | 2005   |
| Alemania         | 3       | 3          | 1995    | 2003   |
| Rusiab           | 3       | 1          | 1990    | 2021   |
| Países Bajos     | 2       | 1          | 1994    | 2006   |
| Japón            | 2       | 0          | 2010    | 2019   |
| Canadá           | 1       | 2          | 2015    | 2015   |
| Reino Unido      | 1       | 1          | 2011    | 2011   |
| Italia           | 1       | 2          | 2012    | 2012   |
| Chile            | 1       | 0          | 2001    | 2001   |
| Brasil           | 1       | 0          | 2022    | 2022   |
| Austria          | 0       | 2          |         |        |
| Croacia          | 0       | 2          |         |        |
| Argentina        | 0       | 2          |         |        |
| Corea del Sur    | 0       | 2          |         |        |
| Nueva Zelanda    | 0       | 1          |         |        |
| Venezuela        | 0       | 1          |         |        |
| Rumanía          | 0       | 1          |         |        |

Notas:
- b: Incluye los títulos de la Unión Soviética.